# 詹姆斯·博斯韦尔

Account of Corsica, 1768

詹姆斯·博斯韦尔（英語：James Boswell, 9th Laird of Auchinleck，1740年10月29日—1795年5月19日），苏格兰傳記作家。最有名的作品是《約翰生傳》及《赫布里底群岛之旅》等作。他被认为是现代传记写作形式的开创者。

## 簡介
博斯韦尔生於蘇格蘭愛丁堡，父親對他異常冷淡，母親是虔誠嚴謹的克爾文派教徒。似乎因飽受折磨的童年影響，他是個敏感而神經質的孩子。五歲時，被送往詹姆斯·蒙代爾學院，學習英語、拉丁文、寫作和算術。
1753年，13歲起在愛丁堡大學學習，至1758年。他曾得到了嚴重的憂鬱症和神經疾病，但很快就適應當地的環境，並改善了自己的健康。19歲以後，他被送往格拉斯哥大學，在那裡他受亞當·斯密教導。在格拉斯哥，包斯威爾決定改宗天主教，並出家成為神父，於是他的父親命令他回家。包斯威爾逃到倫敦，開始狎妓、飲酒，生活放蕩，以至於身染惡疾，最後被他的父親帶回蘇格蘭。1762年7月30日他通過了法律口考。取得這一成就後，他的父親決定提高給他的津貼到每年200英鎊，並允許他返回倫敦。
1763年5月16日，認識了英國大文豪和词典编纂家塞繆爾·詹森（約翰生）。為了幫助包斯威爾重新做人；詹森送他前往荷兰读大学，住在乌特勒支。
1784年詹森去世後，包斯威爾搬到倫敦。並開始從事《約翰生傳》的撰寫工作。在此期間，他的健康狀況由於性病和他多年來飲水一直受到汙染，開始惡化。1795年包斯威爾在倫敦去世。
包斯威爾和詹森的友谊一直被人称颂，《約翰生傳》是他最著名的作品，凭着自己過人的记忆力记录下两人交往中的点滴。詹森块头很大，被形容像隻熊一样。包斯威爾的老婆曾笑著說：“我曾看見過人帶著熊，從沒有看見過人被熊帶著。”

## 軼事
约翰逊是著名的对苏格兰人有偏见者。他和包斯威爾之間的第一次談話如下：
包斯威爾：“詹森先生，我的確來自蘇格蘭，但我身不由己。”
詹森：“我想，先生，貴地的人大多是身不由己的。”